# Désiré (игра)
Désiré — компьютерная игра, разработанная независимой французской студией Sylvain Seccia и выпущенная в 2016 году. Это графическая приключенческая игра, в которой игрок управляет персонажем по имени Дезире, который, по мере прохождения игры, взрослеет. Игра затрагивает такие спорные темы, как сексуальность, травля, педофилия, зоофилия, самоубийство, депрессия, этика, феминизм, БДСМ, а также критикует различные аспекты современного европейского общества, например, капитализм и материализм.

## Сюжет
Игра делится на 4 главы, по ходу которых главный герой взрослеет. Игрок управляет мальчиком Дезире, который имеет редкий вид дальтонизма.

## Критика
Игра была неоднозначно принята сообществом Steam. Французский журнал Joypad дал положительную оценку игре. Валлонский телеканал La Une посвятил игре один из своих репортажей.
| Год  | Премия                     | Категория              | Результат |
| ---- | -------------------------- | ---------------------- | --------- |
| 2016 | Tel Aviv Indie Game Awards | Лучший игровой звук    | Победа    |
| 2016 | Asia Indie Game Awards     | Лучший игровой рассказ | Победа    |
| 2016 | Évry Games City Awards     | Лучший игровой звук    | Победа    |